# Dendrobium horstii
Dendrobium horstii är en orkidéart som beskrevs av Johannes Jacobus Smith. Dendrobium horstii ingår i släktet Dendrobium, och familjen orkidéer. Inga underarter finns listade i Catalogue of Life.